# Hrvoje Batinović
Hrvoje (Tajso) Batinović (Metković, 17. veljače 1988.), je hrvatski rukometaš koji igra na poziciji lijevog krila.
S reprezentacijom Hrvatske je osvojio brončanu medalju na Europskom prvenstvu 2012., te srebrnu medalju na Mediteranskim igrama 2013.
2022. ušao u Premijer liga s Metković Mehanikom.